# Светско првенство у биатлону
Светско првенство у биатлону је спортско такмичење у организацији Међународне биатлонске уније (ИБУ), у свим дисциплинама биатлона у мушкој, женској и јуниорској конкуренцији. Првенство се одржавају сваке године, осим у олимпијским годинама, да би избегли два такмичења у години одржавања Зимских олимпијских игара.
Прво Светско првенство је одржано 1958, само у мушкој конкуренцији. Жене се добиле своје Светско првенство 1984, да би од 1989. Светско првенство било јединствено за мушкарце и жене.
Четири пута (1990, 1998, 1999, 2000) није било могуће спровести пун програм на изабраној локацији због лошег времена или недовољног снега, па су се део такмичења одржао на другој локацији. У историји светских првенстава у биатлону такмичења су одржавана и у олимпијској години, за оне дисциплине које нису биле на олимпијском програму.
Прво Светско првенство у биатлону 1958. за мушкарце, одржано је у граду Залфелдену у покрајини Салцбург у Аустрији на којем је званично одржана само појединачна трка на 20 км и незванична ekipna трка. Први светски првак постао је шведски биатлонац Адолф Виклунд. Штафета је званично укључена у програм Светског првенства 1966.. Остале дисциплине појавиле су се на следећим првенствима:
- 1974 - спринт за мушкарце,
- 1984 - појединачно, спринт и штафета за жене,
- 1989 - екипне трке,
- 1997 - потера,
- 1999 - масовни старт, а
- 2005 - мешовита штафета.

## Светска првенства у биатлону
Светска првенства у биатлону за мушкарце
| - 1958. - Залфелден, Аустрија - 1959. - Курмајор, Италија - 1961. - Умео, Шведска - 1962. - Hämeenlinna-Tavastehus, Финска - 1963. - Seefeld in Tirol, Аустрија - 1965. - Елверум, Норвешка - 1966. - Гармиш-Партенкирхен, Западна Немачка - 1967. - Алтенберг, Источна Немачка - 1969. - Закопане, Пољска - 1970. - Естерсунд, Шведска - 1971. - Hämeenlinna-Tavastehus, Финска - 1973. - Лејк Плесид, САД | - 1974. - Минск, СССР - 1975. - Антерселва, Италија - 1976. - Антерселва, Италија (само спринт) - 1977. - Лилехамер-Вингром, Норвешка - 1978. - Хохфилцен, Аустрија - 1979. - Руполдинг, Западна Немачка - 1981. - Лахти, Финска - 1982. - Минск, СССР - 1983. - Антерселва, Италија - 1985. - Рухполдинг, Западна Немачка - 1986. - Осло, Норвешка - 1987. - Лејк Плесид, САД |

Светска првенства у биатлону за жене
- 1984. -  Шамони, Француска
- 1985. -  Egg, Швајцарска
- 1986. -  Фалун, Шведска
- 1987. -  Лахти, Финска
- 1988. -  Шамони, Француска

Обједињена Светска првенства у биатлону
| - 1989. - Фајштриц, Аустрија - 1990. - Минск, СССР / Осло, Норвешка/ Контиолахти, Финска - 1991. - Лахти, Финска - 1992. - Новосибирск, Русија (само екипе) - 1993. - Боровец, Бугарска - 1994. - Canmore, Канада (само екипе) - 1995. - Антерселва, Италија - 1996. - Руполдинг, Немачка - 1997. - Брезно, Словачка - 1998. - Покљука, Словенија (само потера) / Хохфилцен, Аустрија (само екипе) - 1999. - Контиолахти, Финска / Осло, Норвешка - 2000. - Осло, Норвешка / Лахти, Финска | - 2001. - Покљука, Словенија - 2002. - Холменколен, Норвешка (solo partenza in linea) - 2003. - Ханти-Мансијск, Русија - 2004. - Оберхоф, Немачка - 2005. - Хохфилцен, Аустрија - 2007. - Антерселва, Италија - 2008. - Естерсунд, Шведска - 2009. - Пјонгчанг, Јужна Кореја - 2011. - Ханти-Мансијск, Русија - 2012. - Руполдинг, Немачка - 2013. - Нове Мјесто у Моравској, Чешка - 2015. - Контиолахти, Финска |

Светско првенство у биатлону — мешовите штафете
- 2005. -  Ханти-Мансијск, Русија
- 2006. -  Покљука, Словенија
- 2010. -  Ханти-Мансијск, Русија

## Биатлонске дисциплине на Светским првенствима
|                  |   | 1958-1965 | 1966-1983 | 1974-1987 | 1984-1988 | 1989-1996 | 1997-1998 | 1999-2004 | 2005-2017 |
| ---------------- | - | --------- | --------- | --------- | --------- | --------- | --------- | --------- | --------- |
| Мушкарци         |   |           |           |           |           |           |           |           |           |
| Појединачна трка | • | •         | •         | •         | •         | •         | •         | •         |           |
| Спринт           |   |           | •         | •         | •         | •         | •         | •         |           |
| Потера           |   |           |           |           |           | •         | •         | •         |           |
| Масовни старт    |   |           |           |           |           |           | •         | •         |           |
| Штафета          |   | •         | •         | •         | •         | •         | •         | •         |           |
| Екипна трка      |   |           |           |           | •         | •         |           |           |           |
| Жене             |   |           |           |           |           |           |           |           |           |
| Пијединачна трка |   |           |           | •         | •         | •         | •         | •         |           |
| Спринт           |   |           |           | •         | •         | •         | •         | •         |           |
| Потера           |   |           |           |           |           | •         | •         | •         |           |
| Масовни старт    |   |           |           |           |           |           | •         | •         |           |
| Штафета          |   |           |           | •         | •         | •         | •         | •         |           |
| Екипна трка      |   |           |           |           | •         | •         |           |           |           |
| Мушкарци и жене  |   |           |           |           |           |           |           |           |           |
| Мешовита штафета |   |           |           |           |           |           |           | •         |           |

## Биланс медаља
|             | Земља                                         |            |            |            |               |
| ----------- | --------------------------------------------- | ---------- | ---------- | ---------- | ------------- |
| 1           | Совјетски Савез · Уједињени тим · Русија ·    | 44 1 25 70 | 29 1 34 64 | 21 0 22 43 | 94 2 81 177   |
| 2           | Источна Немачка · Западна Немачка · Немачка · | 19 2 44 65 | 12 4 33 49 | 10 7 26 43 | 41 13 103 157 |
| 3           | Норвешка                                      | 45         | 52         | 46         | 143           |
| 4           | Француска                                     | 17         | 13         | 23         | 53            |
| 5           | Шведска                                       | 11         | 9          | 16         | 36            |
| 6           | Финска                                        | 9          | 9          | 12         | 30            |
| 7           | Италија                                       | 6          | 3          | 7          | 16            |
| 8           | Украјина                                      | 4          | 8          | 11         | 23            |
| 9           | Белорусија                                    | 4          | 6          | 12         | 22            |
| 10          | Чехословачка · Чешка ·                        | 0 3 3      | 1 2 3      | 3 3 6      | 4 8 12        |
| 11          | Аустрија                                      | 2          | 4          | 5          | 11            |
| 12          | Пољска                                        | 1          | 4          | 5          | 10            |
| 13          | Канада                                        | 1          | 1          | 0          | 2             |
| 14          | Бугарска                                      | 0          | 3          | 4          | 7             |
| 15          | Кина                                          | 0          | 3          | 0          | 3             |
| 16          | Словачка                                      | 0          | 2          | 0          | 2             |
| 17          | Сједињене Државе                              | 0          | 1          | 1          | 2             |
| 18          | Румунија                                      | 0          | 1          | 0          | 1             |
| 18          | Словенија                                     | 0          | 1          | 0          | 1             |
| 20          | Летонија                                      | 0          | 0          | 2          | 2             |
| 21          | Хрватска                                      | 0          | 0          | 1          | 1             |
| 21          | Естонија                                      | 0          | 0          | 1          | 1             |
| Укупно (22) | Укупно (22)                                   | 238        | 236        | 238        | 712           |